# Лауниц, Фёдор Фёдорович
Фёдор Фёдорович фон дер Лауниц (нем. Theodor Gustav von der Launitz; 1811—1886) — генерал-лейтенант, участник русско-турецкой войны 1828—1829 годов.

## Биография
Происходил из дворян Курляндской губернии, родился 29 октября 1811 года и по окончании домашнего образования поступил на службу унтер-офицером в Павлоградский гусарский полк.
В рядах этого полка Лауниц был послан осенью 1828 года на Балканский театр русско-турецкой войны. Там участвовал в отражении сильных неприятельских вылазок при обложении Силистрии и при разбитии армии великого визиря при Кулевчах, за что был произведён в корнеты. Затем Лауниц находился в сражении при городе Месемврии и при покорении города Сливны, а 8 августа участвовал в занятии Адрианополя.
В 1830 году по случаю волнений, возникших в Польше, он в составе 2-й гусарской дивизии был послан для усмирения мятежников. Во время войны 1831 года он исполнял должность бессменного ординарца, сначала при бывшем командире 1-го пехотного корпуса, генерала от кавалерии Палене 2-м, а потом при генерале от кавалерии графе Крейце. Разбив поляков и переправившись через Неман у Ковны, Лауниц присоединился к главным силам армии и участвовал при блокаде Варшавы, в генеральном сражении 25 августа и взятии приступом Варшавских передовых укреплений, причём за храбрость, оказанную при штурме крепости, был произведён в поручики. В сентябре 1831 года он находился с войсками того же корпуса при блокаде крепости Модлин и при преследовании остатков польской армии к прусской границе.
Вскоре по окончании войны Лауниц прикомандирован был к лейб-гвардии Гродненскому гусарскому полку, а в 1834 году был переведён в этот полк. В 1839 году он поступил в школу гвардейских подпрапорщиков и кавалерийских юнкеров (будучи уже в чине поручика с 1831 года, как сказано выше), в 1844 году был произведён в ротмистры, в 1848 году назначен эскадронным командиром и в том же году произведён в полковники, а в 1856 году — в генерал-майоры. 26 ноября 1854 года за беспорочную выслугу 25 лет в офицерских чинах был награждён орденом св. Георгия 4-й степени (№ 9371 по кавалерскому списку Григоровича — Степанова).
В 1862 году Лауниц был зачислен в запасные войска, с оставлением по армейской кавалерии, в 1881 году произведён в генерал-лейтенанты и уволен от службы.
Скончался 2 августа 1886 года.
Его сын Владимир (1855—1906) был Тамбовским губернатором и Санкт-Петербургским градоначальником. Брат Василий (1802—1864) был генералом от кавалерии и командующим войсками Харьковского военного округа. Племянник Михаил (1843—1911) также был генералом от кавалерии и занимал должность начальника штаба Киевского военного округа.